# Життя Пі (фільм)
«Життя Пі» (англ. Life of Pi) — пригодницька драма режисера Енга Лі у форматі 3D. Стрічка знята за однойменним романом Янна Мартеля, опублікованим у 2001 році. Прем'єра відбулася на Нью-Йоркському кінофестивалі 28 вересня 2012. У широкий прокат у США фільм вийшов 21 листопада 2012, в Україні — 1 січня 2013. Американський інститут кіномистецтва назвав фільм однією з десяти найкращих кінокартин року.

## Сюжет
Чоловік, на ім'я Пі розповідає письменникові Яннові Мартелю неймовірну історію про свої пригоди після того, як корабель, на якому він плив із батьками, затонув. Коли йому було 15 років, батько — директор зоопарку — вирішив, що родині доведеться виїхати з Індії, забравши з собою половину тварин, і продати їх у Канаді, щоб почати нове життя. На четвертий день після стоянки в Манілі судно потрапило в шторм, і Пі був єдиним, кому вдалося врятуватися на шлюпці. Після закінчення шторму Пі усвідомлює, що в шлюпці, крім нього, є ще кілька тварин з корабля: гієна, зебра, орангутан Апельсинка і тигр Річард Паркер. Починається боротьба за виживання і врешті Пі залишається в човні наодинці з тигром. На їхньому шляху зустрічаються риби, медузи, кити і загадковий острів заселений сурикатами, що полює на все живе і схожий на венерину мухоловку. Після довгих поневірянь шлюпку прибило до берега у Мексиці і тигр покидає Пі, так з ним і не попрощавшись. Знесиленого хлопця знаходять люди. Пізніше в лікарні його відвідують представники японської компанії власника судна, але вони не вірять у його фантастичну історію, і він змушений їм розповісти більш правдоподібну, але набагато похмурішу версію того, що сталося. Все закінчується тим, що Пі приходить до висновку, що його батько мав рацію, і тварина — не друг людини. Він пропонує письменникові історію на вибір.

## У ролях
- Сурадж Шарма — Пі Патель[4]
  - Аюш Тандон — Пі Патель у ранньому дитинстві
  - Ірфан Хан — дорослий Пі Патель[5]
- Табу — мати Пі[6]
- Аділь Хусейн — батько Пі[5]
- Жерар Депардьє — кок[5]
- Рейф Сполл — Янн Мартель[7]

## Український дубляж
- Українську версію створено у 2012 році творчим колективом компанії Postmodern для компанії 20th Century Fox і компанії Ukrainian Film Distribution.
- Переклад і укладка тексту: Ірини Яценко
- Режисер дубляжу: Костянтин Лінартович
- Звукорежисер: Максим Пономарчук
- Менеджер проєкту: Ірина Туловська
- Ролі дублювали: Станіслав Туловський, Роман Чорний, Дмитро Лінартович, Григорій Герман, Кирило Лепьошкін, Ірина Яценко, Максим Пономарчук, Микола Боклан, Костянтин Лінартович, Владислав Туловський та інші.

## Нагороди та номінації
- 2013 — 11 номінацій на премію «Оскар»: найкращий фільм (Енг Лі, Джил Неттер, Девид Вомарк), режисура (Енг Лі), адаптований сценарій (Девід Мегі), операторська робота (Клаудіо Міранда), монтаж (Тім Скуайрс), музика (Майкл Данна), пісня (Майкл Данна, Бомбей Джайши, «Pi's Lullaby»), робота художника (Девід Гропман, Анна Піннок), візуальні ефекти, запис звуку, звуковий монтаж[8]. Виграв чотири:
  - Найкраща режисерська робота
  - Найкраща операторська робота
  - Найкраща музика до фільму
  - Найкращі візуальні ефекти
- 2013 — 9 номінацій на премію BAFTA: найкращий фільм (Енг Лі, Джил Неттер, Девид Вомарк), режисура (Енг Лі), адаптований сценарій (Девид Мегі), операторська робота (Клаудіо Міранда), монтаж (Тім Скуайрс), музика (Майкл Данна), робота художника (Девід Гропман, Анна Піннок), візуальні ефекти, звук.
- 2013 — 3 номінації на премію «Золотий глобус»: найкращий фільм — драма, найкращий режисер (Енг Лі), найкраща оригінальна музика (Майкл Данна).
- 2013 — 2 номінації на премію «Енні» за найкращу анімацію персонажа (персонажі «Тигр» і «Орангутан»).

## Цікаві факти
- У 2000-ні роки на місце режисера претендували М. Найт Шамелен (M. Night Shyamalan), Альфонсо Куарон і Жан-П'єр Жене[9][10][11].
- Режисер вирішив замінити Тобі Магвайра, який спочатку повинен був зіграти роль Письменника у фільмі, на Рейфа Сполла. Енг Лі визнав Тобі занадто відомим актором, здатним відвернути увагу глядачів від виконавців інших ролей.[7]
- Консультантом фільму виступив Стівен Каллахен — відомий американський мореплавець, який врятувався з затонулого судна, провівши на самоті у відкритому морі 76 діб. Він також виготовив для героя фільму снасті для ловлі риби.